# 工人社会主义运动 (玻利维亚)
工人社会主义运动（西班牙語：Movimiento Socialista de los Trabajadores，缩写为MST）是玻利维亚的一个托洛茨基主义政党。该党起源于1970年代末社会党-1内部出现的莫雷诺派，后独立成党，取名为工人社会党。1980年，该党以“工人社会主义组织”的名义取得合法地位。该党后改现名。该党的青年翼是“社会主义青年”。该党出版刊物《社会主义信使》。该党曾是国际工人联盟—第四国际的支部。